# سید مهدی هاشمی (برادر داماد حسینعلی منتظری)
سید مهدی هاشمی (تیر ۱۳۲۳–۶ مهر ۱۳۶۶) روحانی شیعه، از اعضای اولیه و پایه‌گذار سپاه پاسداران انقلاب اسلامی و برادر داماد حسینعلی منتظری، قائم‌مقام رهبر ایران بود.
وی پیش از انقلاب به اتهام معاونت در قتل سید ابوالحسن شمس‌آبادی در اصفهان دستگیر و در فروردین ۱۳۵۵ محکوم شده بود. او پس از انقلاب، مسئول واحد روابط عمومی و عضو شورای عالی فرماندهی سپاه بود و مسئولیت نهضت‌های آزادی‌بخش سپاه پاسداران انقلاب اسلامی را به‌عهده داشت و تا انحلال این واحد به فعالیت در این سمت ادامه داد. هاشمی پیش از انقلاب همراه با محمد منتظری با گروه‌های مسلح در لبنان و لیبی در ارتباط بود.
در ماجرای سفر مک فارلین، او متهم شد که قصد بهره‌برداری سیاسی داشته؛ همچنین وی برای اولین‌بار ۱۲ آبان ۱۳۶۵ این ماجرا را در روزنامه لبنانی «الشراع» فاش کرده‌است، این در حالی است که وی در آن زمان در زندان به سر می‌برد. وی مدتی قبل در مهر ۱۳۶۵ دستگیر شد و به اتهام قتل سید ابوالحسن شمس‌آبادی، قنبرعلی صفرزاده، عباسقلی حشمت و چند نفر دیگر توسط علی رازینی در دادگاه ویژه روحانیت مجدداً محاکمه و در نهایت یکسال بعد در مهر ۱۳۶۶ اعدام و در قطعه ۲ بهشت معصومه سیمانی ۲ ردیف ۶ قبر ۹۰ قم دفن شد.

## دوران کودکی و تحصیل
سیدمهدی هاشمی در سال ۱۳۲۳ در خانواده‌ای روحانی در شهر قهدریجان از توابع شهرستان فلاورجان اصفهان متولد شد. پدر او سیدمحمد هاشمی از علمای صاحب‌نام و استاد حوزه علمیه اصفهان بود و مادر وی طوبی فقیه‌ایمانی فرزند عبدالحسین فقیه‌ایمانی از علمای شیعه اصفهان بود. سیدمهدی پس از گذراندن دوران دبستان، به تحصیل علوم حوزوی نزد پدرش و سایر استادان آن زمان از جمله سید محمدجواد غروی، نورالدین اشنی، سید عطاءالله فقیه امامی، سید احمد امامی، محمدعلی معلم حبیب‌آبادی و میرزا علی آقا عبودیت مشغول شد و بسیاری از دروس مقدمات و سطح را در اصفهان فرا گرفت.

## فعالیت‌ها پیش از انقلاب ۵۷
سیدمهدی هاشمی در حوزه علمیهٔ اصفهان به تبلیغ مواضع سید روح‌الله خمینی پرداخت و رساله، عکس و بیانیه‌های او را توزیع می‌کرد. این فعالیت‌ها زمینهٔ آشنایی وی با محمد منتظری و همکاری گستردهٔ بعدی سیدمهدی هاشمی با وی در زمینهٔ مبارزه با حکومت شاه شد. به همین سبب ساواک اصفهان او را به همراه چند نفر از همفکرانش همچون عباس صفائی و هسته‌ای بازداشت نمود ( که پس از چند ماه همگی آزاد شدند و وی مجدداً به فعالیت‌های خود در رابطه با نهضت اسلامی ادامه داد. او در این مقطع پس از ورود به حوزه علمیه و کسب مدارج علمی در ۹ شهریور ۱۳۴۶ که در حال تحصیل درس خارج در حوزه علمیه قم بود، به خاطر نوشتن مقدمه‌ای بر اعلامیه‌های سید عبدالله بهبهانی و سید روح‌الله خمینی دربارهٔ حمایت از اعراب در جنگ با اسرائیل و تحریم رابطه با یهودیان و نیز به جرم انتشار و توزیع این اعلامیه‌ها در قم و اصفهان، مجدداً بازداشت شد.
هاشمی به سخنرانی‌ها و فعالیت‌هایش علیه حکومت شاه در زادگاهش قهدریجان و همچنین اصفهان مشهور بود و پیش از انقلاب ۵۷ به اتهام دست‌داشتن در قتل سید ابوالحسن شمس‌آبادی به اعدام محکوم شده بود. دیوان عالی اما این حکم را به دلیل نقض تحقیقات به دادگاه اولیه فرستاد و زمانی که پرونده در جریان بود، انقلاب ۵۷ رخ داد و او از زندان آزاد شد.
خبرگزاری جمهوری اسلامی در فروردین ۱۴۰۱، اسنادی تحت عنوان «اسناد همکاری مهدی هاشمی با ساواک» را منتشر کرد.

## فعالیت‌ها پس از انقلاب
سید مهدی هاشمی پس از انقلاب با حکم محسن رضایی به عنوان عضو شورای فرماندهی سپاه پاسداران منصوب شد. او پس از ترور محمد منتظری، مسئول واحد نهضت‌های آزادی‌بخش سپاه پاسداران شد اما با محسن رضایی، فرمانده کل سپاه اختلاف‌هایی داشت و این واحد در اساسنامه سپاه که سال ۶۱ در مجلس تصویب شده بود، حذف شد.
پس از این اتفاقات مؤسسه نهضت‌های آزادی‌بخش زیر نظر حسینعلی منتظری در قم تشکیل و مهدی هاشمی رئیس آن شد.
در اواخر سال ۱۳۶۰ سیدحسین موسوی تبریزی دادستان کل انقلاب اسلامی نیز، طی حکمی سیدمهدی هاشمی را به سِمت نماینده دادستان کل انقلاب منصوب کرد.
او در آن سال‌ها یکی از چهره‌های شناخته‌شده در فضای سیاسی و در بین فرماندهان سپاه پاسداران بود.

## اتهام قتل
اتهام دستور قتل افرادی مانند ابوالحسن شمس‌آبادی و صفرعلی قنبرزاده و عباسقلی حشمت به سیدمهدی هاشمی منسوب شد.

### قتل ابوالحسن شمس‌آبادی
پس از انتشار کتاب شهید جاوید اثر نعمت‌الله صالحی نجف آبادی در اواخر حکومت پهلوی، با یک سری مخالفان سرسخت مواجه شد. هدف اصلی نویسنده و مفاد کتاب شهید جاوید این بود که قیام حسین را مطابق قواعد و اصول عقلی و اجتماعی برای نسل جوان تشریح کند. کتاب شهید جاوید در شرائطی تألیف و منتشر شد که انقلابیون در حال مبارزه با حکومت پهلوی بودند و موضوع حکومت اسلامی به عنوان هدف اصلی مبارزات نیاز به تبیین و استناد دینی داشت که در این کتاب به بیان آن پرداخته شده بود.
منتظری ضمن استقبال از این کتاب مقدمه‌ای دربارهٔ این کتاب نوشت. هسته اصلی مخالفان این کتاب را کسانی تشکیل می‌دادند که با مبارزه و تشکیل حکومت اسلامی موافق نبودند. از این رو ساواک توانست از این موضوع بهره‌برداری کند و با بزرگ‌نمایی آن حساسیت‌ها را دو چندان کرد.
سردمداری این جریان را هم سید ابوالحسن شمس‌آبادی بر عهده داشت. حسینعلی منتظری در خاطرات خود نقل می‌کنند که «پس از تبعید ما در آن زمان سید ابوالحسن شمس‌آبادی گفته بود که حسین اینها را لت و پارشان کرد. بعد خمینی هم در یکی از صحبت‌هایشان در نجف گفتند که این آخوندهایی که این چنین صحبت می‌کنند می‌بایست عمامه‌شان را برداشت و رسوایشان کرد. این صحبت‌ها در نجف آباد و قهدریجان داغتر از جاهای دیگر بود. در قهدریجان دو محله وجود داشت محله علیا و سفلی. یک محله طرفدار سید روح‌الله خمینی بودند و یک محله طرفدار سید ابوالقاسم خویی. شمس‌آبادی مرتب در این محله علیه شهید جاوید سخنرانی می‌کرد و به ما و طیف طرفدار خمینی بد و بیراه می‌گفت. بعد متأسفانه تعدادی از بچه‌های انقلابی خواستند او را به قول خودشان گوش مالی دهند، که او را به قتل رساندند. متأسفانه از این قبیل تندروی‌ها در سال‌های بعد انقلاب هم بسیار شاهد آن بودیم. در صورتی که این کارها برخلاف شرع و قانون است.»
چون مهدی هاشمی از افراد انقلابی و از طرفداران حکومت اسلامی در آن منطقه بود پس از این حادثه سید مهدی به همراه تنی چند دستگیر شدند و در دادگاه اصفهان به سه مرتبه اعدام محکوم شدند؛ ولی دیوانعالی کشور زمان شاه این حکم دادگاه اصفهان را لغو کرد و اعدام‌ها را به تعویق انداخت.
پس از انقلاب و مطرح شدن قائم مقامی منتظری در سال ۱۳۶۴، پرونده شمس‌آبادی بار دیگر به جریان افتاد. افرادی داعیهٔ حمایت از خون شمس‌آبادی را داشتند که در قبل از انقلاب از مخالفان سرسخت او بودند. این همه در حالیست که یرواند آبراهامیان در کتابش به نام ایران بین دو انقلاب قتل شمس‌آبادی را با توجه به صحبت‌های افراد موجود در ساواک که به خارج گریخته بودند به حکومت شاه و به خاطر سخنرانی اعتراضی او علیه تقویم شاهنشاهی و تغییر تاریخ رسمی کشور نسبت می‌دهد.
در اتهامات پرونده سید مهدی هاشمی در زمان دستگیری توسط ساواک آمده‌است که وی قول همکاری به آن‌ها داده‌است. اگرچه در آن زمان اعلام وفاداری به شاه و بیزاری از فلان کس روشی بود برای خلاصی هرچه زودتر از زندان و بسیاری از افراد از این حربه استفاده می‌کردند.
ایرنا با انتشار اسنادی از همکاری هاشمی با ساواک، نشان می‌دهد در حالی که ساواک اطلاعی از عوامل قتل شمس‌آبادی نداشت، او برای نخستین بار نام آنها را در ازای دریافت ارفاق قانونی لو می‌دهد.

### قتل ربانی املشی
اعتراف به قتل ربانی املشی که پدر زن احمد منتظری بود و خورانیدن پودر سرطان زا نیز از جمله اتهاماتی بود که متوجه مهدی هاشمی بود. بر سنگ قبر املشی این چنین حک شده‌است «... که به دست گروه توطئه‌گر و منحرف مسموم گردید.»
فتح‌الله ربانی املشی فرزند ربانی املشی در مصاحبه با روزنامه اطلاعات می‌گوید:
سه چهار روز پس از اعدام مهدی هاشمی، اینجانب توسط محمد مؤمن از موضوع با خبر شدم و خیلی تعجب کردم که چه طور شد بلافاصله بدون کوچک‌ترین اطلاعی به اولیای دم شخص معترف را اعدام می‌کنند.

## اتهام خانه تیمی
یکی از مواردی که ری شهری و رسانه‌های آن زمان بر آن مانور می‌دادند کشف خانه تیمی بود که توسط مهدی هاشمی اداره می‌شد. در شهریور ۱۳۶۵ ری شهری وزیر اطلاعات وقت در اینباره می‌نویسد:
دو نفر از اتباع کره جنوبی از شخصی به نام «شنیتا رضایی» در کلانتری ۵ تهران به عنوان سارق شکایت کردند. کلانتری برای انجام تحقیقات نامبرده را دستگیر کرد. در بازرسی بدنی و منزل فرد دستگیرشده یک عدد اسلحه کمری، مقادیر زیادی شناسنامه جعلی و اسناد و مدارک جعلی کشف و ضبط گردید. فرد دستگیرشده در پاسخ به بازجویی‌ها آدرس خانه‌ای را در خیابان یوسف آباد ارائه داد که پس از تحقیقات مشخص شد که این خانه مربوط به نهضت‌های آزادی‌بخش است که زیر نظر سید مهدی هاشمی فعالیت می‌کند.
در آن خانه ۴۹ قلم اجناس غیرقانونی از قبیل اسلحه، مواد منفجره، پودر سرطان زا و اسناد جعلی وجود داشت که بعد از کشف، سید مهدی دستگیر و به اعدام محکوم شد.

منتظری در کتاب خاطرات خود می‌نویسد:
سید مهدی هاشمی در حدود ۵سال در شورای مرکزی سپاه بود و همراه با محمد منتظری در نهضت‌های خارج از کشور فعالیت می‌کرد و مدام هم به خمینی و هم به مسئولان اطلاعات و غیره گزارش می‌داد. خود مسئولان اطلاعات خانه و امکانات در اختیار آن‌ها قرار می‌دادند و به آن‌ها برای انجام مأموریت در خارج از کشور حکم می‌دادند.
آقای حسنی که از دوستان سید مهدی که بعداً او را بازداشت کردند و سر و صداها بعداً از بازداشت او شروع شد، از افراد مورد وثوق وزارت اطلاعات بود. در جلسه‌ای که با حضور فلاحیان و ری شهری در منزل ما برگزار شد من به آقای فلاحیان گفتم مگر همین آقای حسنی مورد اعتماد شما نبود؟ مگر با او فعالیت نمی‌کردید؟ مگر عمده این امکانات را شما در اختیار شان قرار نمی‌دادید؟ گفتند چرا، گفتم پس چه طور شد که این خانه شد خانه تیمی و خلاف مقررات شد؟

## ماجرای مک فارلین
ماجرای مک فارلین یا ایران-کنترا شاید اساسی‌ترین اتهامی است که به خاطر افشا توسط سید مهدی هاشمی در روزنامه الشراع لبنان در ۱۲ آبان ۱۳۶۵ ، بیت و خود حسینعلی منتظری بابت آن بهای زیادی پرداخت کردند.
در پی رابطه پنهانی و معامله همکاری در آزادسازی گروگانهای آمریکایی در لبنان و خرید اسلحه از آمریکا توسط ایران، سرانجام مک فارلین مشاور ارشد رئیس‌جمهور وقت آمریکا رونالد ریگان و همراهان او به دور از اطلاع نهادهای رسمی و همچنین مجلس جهت انجام یک سری مذاکرات مخفیانه در خرداد ۱۳۶۵ وارد تهران شده بودند و مذاکراتی انجام دادند. این قضایا توسط منوچهر قربانی فر (دلال اسلحه) آن معاملات روشن شد. در تیر ۱۳۶۵ قربانی فر فتوکپی مکاتباتش با محسن کنگرلو (طرف ایرانی و نماینده رفسنجانی) را به وسیله فتح‌الله امید نجف‌آبادی از نزدیکان بیت قائم مقام برای حسینعلی منتظری فرستاد و طبعاً ماجرای مک فارلین در بیت او مطرح شد و موجب تعجب همگان گردید. حسینعلی منتظری در خاطرات خود می‌نویسد: «روزی اکبر هاشمی رفسنجانی به بیت ما آمد. من از ایشان از این ماجرا سؤال کردم. ایشان تعجب کردند و گفتند که از کجا به این مسئله پی بردید؟ گفتم از طریق جن‌ها… گفت بنا داشتیم بعداً خدمتتان عرض کنیم. پس از آن احمد خمینی هم از من همین سؤال را کرد و من بازگفتم از طریق جن‌ها… بعدها نامه‌های قربانی فر را سید مهدی هاشمی توسط رابطانی که در لبنان داشت به روزنامه الشراع رساند و باعث افشای این رابطه شد. سپس آقایان برای توجیه کار با عَلَم کردن این موضوع می‌خواستند به طرف‌های آمریکایی خود بفهمانند که ما با طرفداران صدور انقلاب بقول آمریکایی‌ها تروریست و با مخالفان این مذاکرات برخورد کرده‌ایم. در همان زمان بسیاری از تلکس‌هایی که به منزل ما می‌آمد از همین موضوع حکایت داشت.»
به هر حال، او مانند فتح‌الله امید نجف‌آبادی (مجتهد)(و نیز حوزوی دیگر یعنی میر علی‌نقی سید خاوری لنگرودی) به دلیل افشای ماجرای پنهانی مک فارلین (ایران-کنترا؛ خرید سلاح از آمریکا و اسرائیل برای حکومت جمهوری اسلامی ایران) اعدام شد.

## ماجرای حج
در مرداد ۱۳۶۵ در بازرس فرودگاه عربستان از ساک حاجیان ایرانیِ اصفهانی مقادیر زیادی مواد منفجره کشف شد ؛ این موضع که باعث شرمساری و عذرخواهی دولت ایران شد.
حسینعلی منتظری در کتاب خاطرات خود در ذیل این حوادث می‌نویسد:
ماجرای دیگری که علیه سید مهدی هاشمی راه انداختند ماجرای مکه بود. درآن زمان سپاه برای انتقال مواد منفجره به عربستان از ساک‌های زائران بدون اجازه آن‌ها استفاده کرد. پس از افشای این در عربستان و رفتن آبروی ایران، در همه جا زمزمه راه انداختند که خوب است بگوییم این نیز تقصیر سید مهدی هاشمی است. این درحالی بود که سید مهدی آن موقع درگیر مشکلات خودش بود. یکی از افراد سپاه که از متصدیان این امر ناجوانمردانه بود آمد نزد من و گفت که مسئولان من اصرار دارند تا بگوییم این امر توسط سید مهدی هاشمی انجام شده‌است؛ و در مجلس و دولت و… این دروغ را شایع کردند.. ملاحظه کنید بی تقوایی تا چه حد

## دستگیری و اعترافات و اعدام
بالاخره پس از این قضایا، سید روح‌الله خمینی در اوایل مهر ۱۳۶۵ طی نامه‌ای به حسینعلی منتظری مطالبی دربارهٔ سید مهدی هاشمی نوشت و حسینعلی منتظری هم در ذیل یک نامه ۹ صفحه‌ای جواب آن را داد.
پس از آن، احمد حسنی نماینده سید مهدی هاشمی را در خانه تیمی بازداشت کردند و بعد سید مهدی را احضار کردند. سپس دستگیری‌ها در حد وسیع در بیت حسینعلی منتظری آغاز شد. سید مهدی هاشمی در ۲۰ مهر ۱۳۶۵ دستگیر شد و یک ماه پس از این دستگیری محمد ری‌شهری با حکم خمینی به عنوان مسئول رسیدگی به پرونده انتخاب شد. هاشمی در طی زمان بازجویی به اتهام دروغ گفتن در پاسخ به سوالات متحمل ۷۵ ضربه شلاق شد. پس از طی هشت ماه بازجویی، فیلم اعترافات هاشمی تهیه شد که پس از بازبینی خمینی و چند تن از نزدیکانش از تلویزیون سراسری ایران پخش شد.
یکی از اتهامات سید مهدی هاشمی که در اعترافات تلویزیونی او هم برجسته شد، صدور دستور قتل برخی از افراد از جمله سید ابوالحسن شمس‌آبادی، امیرعباس بحرینیان، قنبرعلی صفرزاده و عباسقلی حشمت بود. نزدیکان سید مهدی هاشمی صدور دستور این قتل‌ها از سوی سید مهدی هاشمی را تکذیب کرده و می‌گویند این قتل‌ها توسط نیروهای مشهور به انقلابی و اعضای سپاه فلاورجان و لنجان انجام شده و سیدمهدی هاشمی تنها از آن‌ها مطلع بوده‌است.
قاضی دادگاه سید مهدی هاشمی با استناد به این قتل‌ها نمی‌توانست حکم اعدام برای او صادر کند، چرا که براساس کیفرخواست نیز او آمر قتل بود و نه عامل آن. در نهایت علی رازینی، رئیس دادگاه حکم اعدام را به اتهام «محارب و مفسد» صادر کرد.

به علت نزدیکی سید مهدی هاشمی به حسینعلی منتظری برخی اعدام وی را با عزل منتظری از قائم مقامی رهبری در ایران مرتبط می‌دانند. منتظری پس از مطرح شدن اینکه بیت و خودش تحت تأثیر سید مهدی هاشمی هستند در نامه معروف به خمینی نوشت: 
اگر سید مهدی هاشمی را پیش من تکه‌تکه کنند، من خودم را به کسی نمی‌فروشم و استقلال فکری و ارادی خود را حفظ می‌کنم و خانه من فعلاً که منشأ اثری نیستم، قیم لازم ندارد.